# 1128
El 1128 (MCXXVIII) fou un any de traspàs començat en diumenge del calendari julià.

## Esdeveniments
- Concili de Troyes: reconeixement de l'Orde dels templaris o templers.[1]